# أسباب مرض باركنسون
مرض باركنسون اضطراب تنكسي في الجهاز العصبي المركزي. يعاني معظم مرضى باركنسون من مرض باركنسون مجهول السبب (ليس له سبب محدد معروف). ومع ذلك، يمكن أن تُعزى نسبة صغيرة من الحالات إلى عوامل وراثية معروفة. ارتبطت عوامل أخرى مثل السموم البيئية ومبيدات الأعشاب ومبيدات الآفات ومبيدات الفطريات بخطر الإصابة بشلل الرعاش، ولكن لم تثبت أي علاقة سببية. ارتبط وجود بعض أنواع البكتيريا مثل جرثومة المعدة ومنتزعة الكبريت بالإصابة بالمرض وتطوره.

## عوامل وراثية
تقليديًا، يُعتبر مرض باركنسون اضطرابًا غير وراثي. ومع ذلك، فإن حوالي 15% من الأفراد المصابين بمرض باركنسون لديهم قريب من الدرجة الأولى مصاب بالمرض. من المعروف أن ما لا يقل عن 5% -15% من الحالات تحدث بسبب طفرة في واحد من عدة جينات محددة، تنتقل إما في نمط جسمي سائد أو نمط صبغي جسدي متنحي
لقد ثبت بشكل قاطع أن الطفرات في جينات معينة تسبب شلل الرعاش. يرتبط عدد كبير من هذه الجينات بالترجمة. الجينات التي تورطت في مرض باركنسون المهيمنة الجسمية تشمل PARK1 وPARK4 وPARK5 وPARK8 وPARK11 وGIGYF2 وPARK13 والتي ترمز إلى alpha-synuclein (SNCA) ،UCHL1، الكيناز 2 الغني بالليوسين (LRRK2 أو dardarin) (LRRK2 وHtra2 على التوالي جينات مثل PARK2 وPARK6 وPARK7 وPARK9 والتي ترمز لـ parkin (PRKN) والكيناز المفترض 1 (PINK1) الناجم عن PTEN وDJ-1 وATP13A2 على التوالي قد تورطت في تطوير صبغي جسدي - مرض باركنسون ضروري. علاوة على ذلك، عثر على الطفرات في الجينات بما في ذلك تلك التي ترمز لـ SNCA وLRRK2 وglucocerebrosidase (GBA) على أنها عوامل خطر للإصابة باضطراب الشخصية الرئوية المتقطع في معظم الحالات، الأشخاص المصابون بهذه ستطور الطفرات PD، وباستثناء LRRK2، فإنها تمثل أقلية صغيرة فقط من حالات مرض باركنسون. الجينات ذات الصلة بـ مرض باركنسون التي تمت دراستها على نطاق واسع هي SNCA وLRRK2.

### جين SNCA
يعتبر دور جين SNCA مهمًا في PD لأن بروتين ألفا سينوكلين هو المكون الرئيسي لأجسام ليوي، والتي تظهر كعلامة بيولوجية أولية في المرض. عثر على الطفرات الخاطئة في الجين (التي يتم فيها تغيير نيوكليوتيد واحد)، وتضاعف وثلاث مرات للموضع الذي يحتوي عليه في مجموعات مختلفة مع PD العائلي. يرتبط مستوى تعبير alpha-synuclein ببدء المرض وتطوره، مع تقدم جينات SNCA الثلاثية في وقت أبكر وأسرع من الازدواجية. الطفرات الخاطئة في SNCA نادرة. من ناحية أخرى، تمثل مضاعفات موضع SNCA نحو 2% من الحالات العائلية. عثر على مضاعفات في ناقلات بدون أعراض، ما يشير إلى أن الاختراق غير مكتمل أو يعتمد على العمر.

### جين LRRK2
يقوم جين LRRK2 (PARK8) بترميز بروتين يسمى dardarin. أخذ اسم دارارين من كلمة الباسك التي تعني الرعاش، لأنه تم التعرف على هذا الجين لأول مرة في عائلات من إنجلترا وشمال إسبانيا. يرتبط عدد كبير من حالات مرض باركنسون السائد في الجسم بطفرات في جين LRRK2 الطفرات في LRRK2 هي السبب الأكثر شيوعًا للإصابة باضطراب الشخصية الرئوية العائلي والمتقطع، وهو ما يمثل حوالي 5% من الأفراد الذين لديهم تاريخ عائلي للمرض. و3% من الحالات المتفرقة. هناك العديد من الطفرات المختلفة الموصوفة في LRRK2، ولكن الدليل القاطع للسببية موجود فقط لعدد صغير. قد تتسبب الطفرات في PINK1 وPRKN وDJ-1 في حدوث خلل وظيفي في الميتوكوندريا، وهو عنصر في كل من PD مجهول السبب والوراثي. من الأمور ذات الصلة الطفرات في جين البروجرانولين التي وُجد أنها تسبب التنكس القشري القاعدي الذي يُلاحظ في الخرف. قد يكون هذا مناسبًا في حالات شلل الرعاش المرتبطة بالخرف.

### جين GBA
من المعروف أن الطفرات في GBA تسبب مرض جوشر. دراسات الارتباط على مستوى الجينوم، والتي تبحث عن الأليلات الطافرة ذات الاختراق المنخفض في الحالات المتفرقة، قد أسفرت الآن عن العديد من النتائج الإيجابية. لا يتم ملاحظة علم الوراثة المندلية بشكل صارم في طفرات GBA الموجودة في مرض باركنسون الموروث. بالمناسبة، اقترحت طفرات GBA في اكتساب الوظيفة وفقدان الوظيفة للمساهمة في مرض باركنسون من خلال تأثيرات مثل زيادة مستويات ألفا سينوكلين. في المرضى الذين يعانون من مرض باركنسون، كانت نسبة الأرجحية لحمل طفرة GBA 5 · 43 (95% CI 3 · 89-7 · 57)، ما يؤكد أن الطفرات في هذا الجين هي عامل خطر شائع لمرض باركنسون.